# Réformes Montagu-Chelmsford
Les réformes Montagu-Chelmsford, ou plus brièvement les réformes Mont-Ford, désignent un ensemble de mesures constitutionnelles proposées en 1918 et mises en œuvre dans l'Inde britannique à partir de 1919, visant à introduire une forme limitée d'autonomie en instaurant la diarchie dans les provinces.
Elles tirent leur nom d'Edwin Montagu, secrétaire d'État pour l'Inde de 1917 à 1922, et de Lord Chelmsford, vice-roi des Indes de 1916 à 1921.

## Liminaire
Ces réformes font partie des fondements du Government of India Act 1919 (en) (loi de 1919 sur le gouvernement de l'Inde), et sont souvent mentionnées dans les articles relatifs au mouvement pour l'indépendance de l'Inde, aux politiques du Congrès national indien, ou à la carrière de figures comme Surendranath Banerjee.
Les nationalistes indiens considéraient que les réformes constitutionnelles n'allaient pas assez loin, malgré les critiques des conservateurs britanniques. Les points importants de cette loi étaient les suivants :
1. Le Conseil législatif impérial devait désormais être composé de deux chambres : l'Assemblée législative centrale et le Conseil d'État.
2. Les provinces devaient suivre le système de gouvernement dual, ou diarchie.

## Arrière-plan
Edwin Montagu devient secrétaire d'État pour l'Inde en juin 1917, après la démission d'Austen Chamberlain à la suite de la prise de Kut par l'Empire ottoman en 1916 et à la capture d'une armée indienne qui y était déployée. Montagu soumit au Cabinet britannique un projet de déclaration concernant son intention d'œuvrer au développement progressif d'institutions libres en Inde en vue d'une autonomie gouvernementale à terme. Lord Curzon estima que cela donnait à Montagu une importance excessive à l'autonomie gouvernementale et suggéra qu'il œuvre à une plus grande association des Indiens dans tous les secteurs de l'administration et au développement progressif d'institutions autonomes en vue de la réalisation progressive d'un gouvernement responsable en Inde, partie intégrante de l'Empire britannique. Le Cabinet approuva la déclaration, en y intégrant l'amendement de Curzon à la place de la déclaration initiale de Montagu.

## Réformes

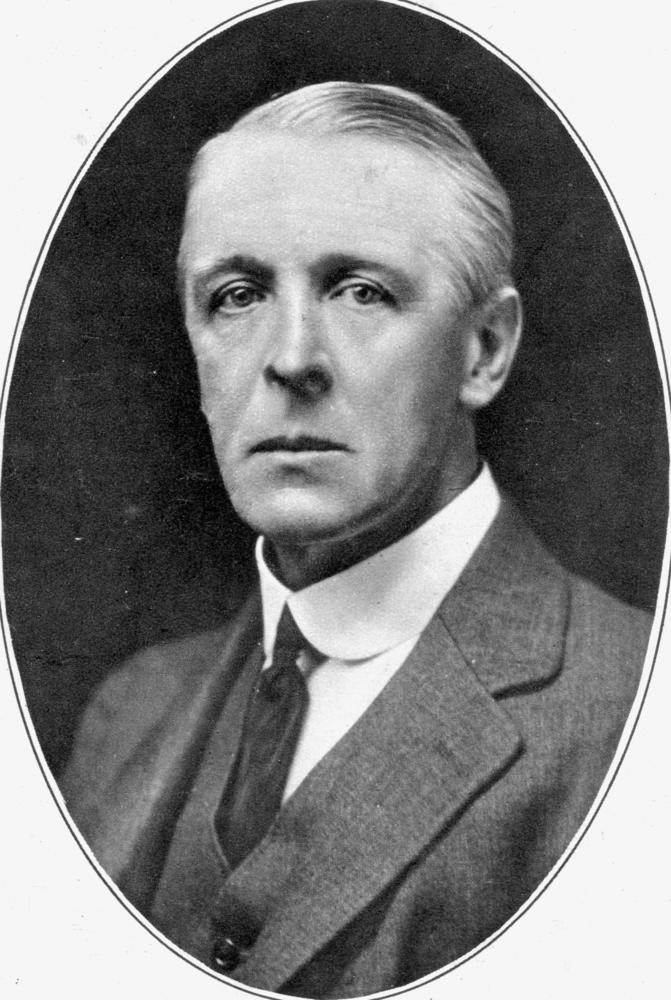
Lord Chelmsford était vice-roi des Indes.

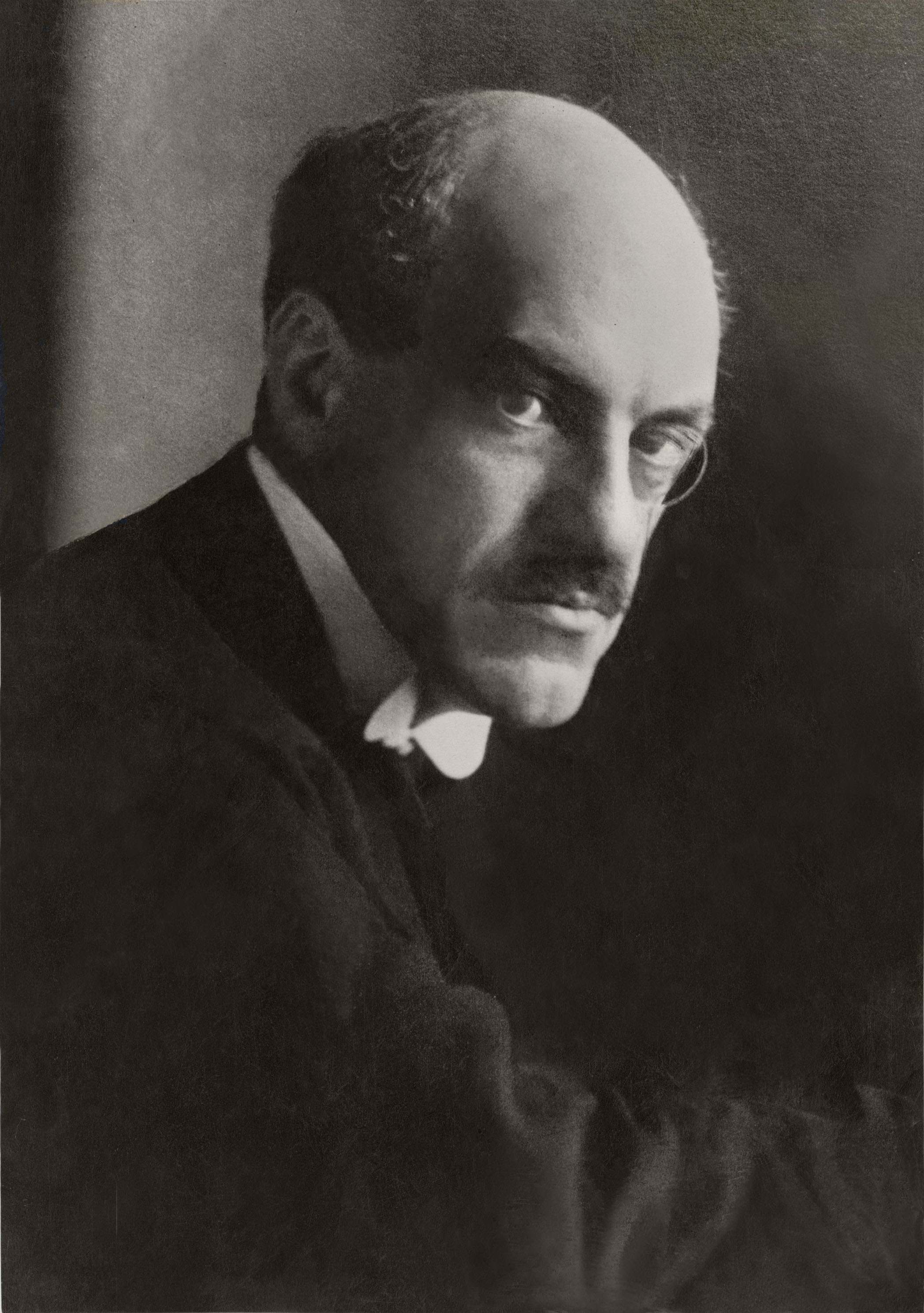
Edwin Samuel Montagu était secrétaire d'État à l'Inde

## Réception en Inde
De nombreux Indiens avaient combattu aux côtés des Britanniques pendant la Première Guerre mondiale et espéraient des concessions bien plus importantes. Le Congrès national indien et la Ligue musulmane s'étaient récemment unis pour revendiquer l'autonomie. Les réformes de 1919 ne répondirent pas aux revendications politiques en Inde. Les autorités coloniales réprimèrent l'opposition dans toute l'Inde, et des restrictions à la presse et à la circulation furent réinstaurées par les lois Rowlatt introduites en 1919. Ces mesures furent adoptées en force par le Conseil législatif avec l'opposition unanime des membres indiens. Plusieurs membres du Conseil, dont Muhammad Ali Jinnah, démissionnèrent en signe de protestation. Ces mesures furent largement perçues dans toute l'Inde comme une trahison du ferme soutien apporté par la population à l'effort de guerre britannique.
Le Mahatma Gandhi lança une manifestation nationale contre les lois Rowlatt, la plus forte au Pendjab. La situation s'aggrava à Amritsar en avril 1919, lorsque le général Reginald Dyer ordonna à ses troupes d'ouvrir le feu sur les manifestants retranchés dans une enceinte fortifiée. Les estimations du n<refombre de morts varient de 379 à 1 500, voire plus, et de 1 200 blessés, dont 192 grièvement. Montagu ordonna une enquête sur les événements d'Amritsar par Lord Hunter. L'enquête Hunter recommanda le limogeage de Dyer, qui avait commandé les troupes, ce qui conduisit à son renvoi. De nombreux citoyens britanniques soutinrent Dyer, qu'ils estimaient avoir subi un traitement injuste de la part de l'enquête Hunter. Le journal conservateur Morning Post collecta une souscription de 26 000 £ pour Dyer, et Sir Edward Carson présenta une motion de censure contre Montagu qui faillit aboutir. Montagu a été sauvé en grande partie grâce à un discours fort prononcé en sa faveur par Winston Churchill.
Le massacre d'Amritsar a encore enflammé le sentiment nationaliste indien et a mis fin, ou du moins atténué, à la réaction initiale de coopération réticente. Au niveau local, de nombreux jeunes Indiens souhaitaient une progression plus rapide vers l'indépendance et étaient déçus par leur manque d'avancement, les Britanniques reprenant leurs anciens postes au sein de l'administration. Lors de la session annuelle du Congrès national indien en septembre 1920, les délégués ont soutenu la proposition de Gandhi de swaraj, ou autonomie, de préférence au sein de l'Empire britannique, mais en dehors de celui-ci si nécessaire. Cette proposition devait être mise en œuvre par une politique de non-coopération avec le régime britannique, et le Congrès n'a donc pas présenté de candidats aux premières élections, tenues en 1921 dans le cadre des réformes de Montagu-Chelmsford.

## Analyse
Le rapport Montagu-Chelmsford stipulait qu'une révision devait avoir lieu après dix ans. Sir John Simon dirigea la Commission Simon, le comité chargé de cette révision et recommanda de nouvelles modifications constitutionnelles. Trois tables rondes furent organisées à Londres en 1930, 1931 et 1932, avec la représentation des principaux intérêts. Gandhi participa aux tables rondes de 1931 après des négociations avec le gouvernement britannique. Le principal désaccord entre le Congrès national indien et le gouvernement portait sur la séparation des circonscriptions électorales pour chaque communauté, une question à laquelle le Congrès s'opposa, mais qui fut maintenue dans la sentence communale de Ramsay MacDonald. Une nouvelle loi sur le gouvernement de l'Inde de 1935 fut adoptée, poursuivant la démarche vers l'autonomie gouvernementale initialement prévue par le rapport Montagu-Chelmsford.